# Полиглот (телепередача)
«Полиглот» — образовательная программа на телеканале «Россия-Культура», представляющая собой интенсивный курс изучения иностранных языков под руководством преподавателя Московского лингвистического университета, полиглота и переводчика Дмитрия Юрьевича Петрова. Ученикам предлагается овладеть навыками общения на иностранном языке в течение 16 занятий.

## О программе
Группа обучающихся состоит из восьми человек, большинство из которых — узнаваемые медийные лица (актёры, телеведущие, режиссёры, писатели, поэты). Практически все участники или не знают языка, или у них остались смутные воспоминания от школьной программы.
Преподаёт уроки полиглот, по собственным утверждениям знающий в разной степени более 50 языков, — Дмитрий Петров — синхронный переводчик, преподаватель, автор методики интенсивного обучения иностранным языкам.

## Список сезонов

### Первый сезон (английский язык)
Впервые транслировался с 16 января по 9 февраля 2012 года.
Список учеников:
- Анастасия Веденская — актриса театра.
- Алиса Горлова — искусствовед.
- Дарья Екамасова — актриса театра и кино.
- Владимир Епифанцев — актёр театра и кино, режиссёр.
- Анна Литкенс — актриса театра и кино.
- Михаил Милютин — ювелир-дизайнер.
- Александра Ребенок — актриса и телеведущая.
- Олег Шишкин — писатель, сценарист, телеведущий.

### Второй сезон (итальянский язык)
Впервые транслировался с 14 мая по 7 июня 2012 года.
Список учеников:
- Валерия Гай Германика — режиссёр.
- Михаил Елизаров — писатель.
- Настя Задорожная — актриса и певица.
- Артём Михалков — актёр.
- Екатерина Соловьёва — студентка.
- Анна Старшенбаум — актриса.
- Александр Тютин — актёр.
- Анна Чурина — актриса.

Гости программы:
- Адриано дель’Аста — директор Итальянского института культуры в Москве (занятие 6).
- Пьетро Ронгони — шеф-повар ресторанов Aromi La Bottega, La Grotta, Fidelio и «Атлас» (занятие 10).
- Лело Спина — стилист Итальянского центра красоты в Москве (занятие 12).
- Аль Бано — итальянский певец (занятие 16).

### Третий сезон (французский язык)
Впервые транслировался с 8 по 31 января 2013 года.
Список учеников:
- Николай Быстров — актёр озвучки.
- Иван Жвакин — актёр.
- Соня Карпунина — актриса и режиссёр.
- Агния Кузнецова — актриса.
- Наталья Лесниковская — актриса.
- Сергей Лукьяненко — писатель.
- Вера Полозкова — поэтесса.
- Клим Шипенко — режиссёр.

### Четвёртый сезон (испанский язык)
Впервые транслировался с 13 мая по 6 июня 2013 года.
Список учеников:
- Анна Аглатова — оперная певица.
- Олег Долин — актёр.
- Екатерина Мечетина — пианистка.
- Александр Самойленко — актёр.
- Мириам Сехон — актриса.
- Григорий Служитель — актёр.
- Полина Соловьёва — журналист.
- Любовь Толкалина — актриса.

В конце сезона все участники программы исполнили песню «Quizás, quizás, quizás».

### Пятый сезон (немецкий язык)
Впервые транслировался с 17 февраля по 14 марта 2014 года.
Список учеников:
- Николай Расторгуев — певец.
- Александр Снегирёв — писатель.
- Юлия Пересильд — актриса.
- Алиса Хазанова — артистка балета, актриса.
- Александра Розовская — актриса.
- Юлия Свежакова — актриса.
- Иван Латушко — актёр.
- Артём Тульчинский — актёр.

В конце сезона все участники программы исполнили песню «Sag mir wo die Blumen sind».

### Шестой сезон (хинди/урду)
Впервые транслировался с 26 мая по 20 июня 2014 года.
Список учеников:
- Полина Осетинская — пианистка.
- Александр Гаврилов — литературный критик.
- Алёна Монахова — переводчик.
- Максим Шаров — дизайнер.
- Алиса Ганиева — писатель.
- Марина Москвина — писатель.
- Владимир Дыховичный — музыкант.
- Роман Шаляпин — актёр.

В конце сезона все участники программы исполнили песню «Kal Ho Naa Ho» из одноименного фильма.

### Седьмой сезон (португальский язык)[8]
Впервые транслировался с 12 января по 5 февраля 2015 года.
Список учеников:
- Валерия Пустовая — литературный критик.
- Павел Акимкин — актёр.
- Оксана Мысина — актриса.
- Стас Тыркин — журналист.
- Даша Чи — телеведущая.
- Михаил Довженко — актёр.
- Мария Семенова — певица.
- Константин Мильчин — журналист.

Гости программы:
- Жуан Мендоза — лектор из Португалии (занятие 14).
- Сержу — шеф-повар ресторана на Арбате из столицы Бразилии (занятие 15).
- Лукас Бельтрами — работник посольства в Москве из Бразилии (занятие 16).

В конце сезона все участники программы исполнили песню «Mas Que Nada».

### Восьмой сезон (китайский язык)
Впервые транслировался с 31 мая по 23 июня 2016 года.
Список учеников:
- Марк Тишман — певец.
- Этери Бериашвили — певица.
- Юрий Феклистов — фотограф.
- Пелагея — певица.
- Павел Ващилин — актёр.
- Дарья Урсуляк — актриса.
- Алексей Петрухин — актёр, режиссёр, продюсер.
- Елена Николаева — телеведущая.

Гость программы: Чжао Синь (Жанна) — преподаватель Пекинского университета иностранных языков.
В конце сезона все участники программы исполнили песню «The Moon Represents My Heart».
30 мая 2016 года, в преддверии первого урока восьмого сезона, состоялась премьера документального фильма Дмитрия Петрова «„Полиглот“ в Пекине».

## Съёмочная группа
- Режиссёр: Сергей Дерябин
- Ассистент режиссёра: Елена Сали
- Оператор-постановщик: Александр Шмид
- Шеф-редакторы: Ирина Лесова, Екатерина Ливергант
- Редакторы: Галина Шевелева, Мария Красюк, Зоя Апостольская
- Грим: Ирина Афанасьева, Олеся Агафошина
- Продюсер: Маргарита Кржижевская